# Пешкунский район
Пешкунский район (тума́н; узб. Peshku tumani / Пешку тумани) — район в Бухарской области Узбекистана. Административный центр — городской посёлок Янгибазар.
В районе расположены 12 археологических, 12 архитектурных памятника и достопримечательность Ансамбль Хужа Пешку культурного наследия Узбекистана.

## История
Пешкунский район был образован в 1950 году. 19 марта 1959 года район был упразднён (территория передана в Вабкентский район), а в 1978 году восстановлен.

## Административно-территориальное деление
По состоянию на 1 января 2012 года, в состав района входят около 37 поселков и поселений.
Среди них, 3 городских посёлка: Янгибазар, Пешку, Шаугон.  